# Бахар, Саялы
Саялы Бахар Ильгар гызы (азерб. Sayalı Bahar İlqar Qızı; 7 марта, 1994) — азербайджанская писательница, феминистка, журналистка, социальная предпринимательница.
Автор сатирических новелл о жизни бакинской молодежи и общества в целом, создательница социальной платформы и дискуссионного клуба «KulturMultur Baku».

## Биография
Родилась 7 марта 1994 года в Баку в семье медиапредпринимателя и учительницы физики.
Окончила среднюю школу № 6 в Баку в 2011 году.
В тот же год поступила на филологический факультет бакинского филиала Московского государственного университета им. Ломоносова по специальности итальянский язык и литература. В студенческие годы работала переводчиком с итальянского и английского языков, и репетитором.

## Творчество
В 2013 году, будучи студенткой 2-го курса, начала вести блог и публиковать статьи о проблемах женщин, молодежи, свободе и образовании в Азербайджане и за его пределами.
Спустя год, осенью 2014 её статья «10 историй азербайджанских девушек, решивших жить отдельно от семьи» была замечена и опубликована одним из самых читаемых русскоязычных порталов Азербайджана 1news.az, вызвав большой резонанс в обществе и набрав более 45000 просмотров за сутки.
В тот же период Саялы Бахар начала работу над своей первой книгой, сатирической повестью о жизни вымышленной Инстаграм-знаменитости Нармин Гасымовой «Aztagrambook: InstaLove, InstaBaku», отрывки из которой так же публиковались в её блоге.
Окончив филологический факультет МГУ им. Ломоносова летом 2015 года, Бахар становится стажером, а затем штатным журналистом новостного онлайн-портала URBAN.az, одним из первых материалов публикуя ставшее вирусным и скандальным «Интервью с одной лесбиянкой».
24 октября 2015 года в Баку Саялы Бахар презентует свою первую книгу «Aztagrambook: InstaLove, InstaBaku». Спонсорами презентации стали такие бренды, как UBER и Redbull. Книга вызвала большой резонанс, отзывы блогеров, рецензии в СМИ.
Книга была в секции бестселлеров в самой большой на тот момент в Баку сети книжных магазинов «Ali&Nino», а также попала в секцию «Популярное» в онлайн-библиотеке Bookmate. Было высказано множество предположений о том, кто были прототипами главных героев — Нармин Гасымовой и её бойфренда Руфата Асланова.
В 2016 году по мотивам «Aztagrambook» был снят короткометражный фильм — буктрейлер, получивший второе место на фестивале буктрейлеров Азербайджана — Azerbaijan Booktrailer Festival.
Летом 2017 года, будучи в Лос-Анджелесе, Бахар запускает 2 скандальных арт-проекта, посвященных свободе женщин: пародийное Youtube-шоу «Nahar with Bahar», где, впервые обращаясь к женщинам на родном азербайджанском языке, раскрывает такие злободневные темы, как «Где познакомиться с миллионером», «Как поладить со свекровью», «Гостья в спальне» и так далее. Писательница подверглась длительной критике и травле, обвиняясь в том, что она издевается над своей аудиторией. В общей сложности видео набрали более 100000 просмотров на различных источниках, но проект был скоро закрыт.
Вторым скандальным проектом Саялы Бахар стала книга, публиковавшаяся только в электронном виде у неё на сайте — «Дневник бакинской девственницы».
«Дневник бакинской девственницы» — повесть, написанная от первого лица, от лица героини «Aztagrambook», Нармин Гасымовой. Книга описывает события, произошедшие после возвращения Нармин в Баку, и обращают внимание на один из самых больших табу азербайджанского общества — запрет лишиться девственности до свадьбы. Бахар объясняет в интервью, что через призму этого табу, она высмеивает все известные стереотипы и клише, связанные со свободой женщины в Азербайджане. Её героиня Нармин, вернувшись из Европы, ведет абсолютно непристойный образ жизни: водит машину, живёт одна, закатывает шумные вечеринки и ведет беспорядочную половую жизнь. Повесть набрала более 60000 просмотров, но так и не была издана. Саялы Бахар признается, что не была готова к такому успеху и устала от пристального внимания к себе и своему творчеству.
20 сентября 2018 года в Баку была презентована третья повесть «Aztagrambook-2: Песнь Ветра и Огня», в которой описывается альтернативное развитие событий в жизни главной героини — it-girl Нармин Гасымовой после возвращения из Европы.
В апреле 2019 года стихи Бахар «Расскажи мне сегодня про Каспий», написанные в Калифорнии в ностальгии по дому, стали частью инсталляции итальянской художницы — резидента YARAT! Contemporary Art Space Лауры Бьянко в галерее ARTIM.

## Предпринимательская деятельность
Осенью 2018 года писательница объявила о том, что ушла с корпоративной работы, чтобы полностью посвятить себя искусству и бизнесу, и запустила онлайн-журнал об искусстве и культуре «BAHAR Magazine».
8 марта 2019 года, ко дню рождения писательницы и Международному Женскому Дню, онлайн-журнал представил социальную рекламу «Мечты» в поддержку образования девочек с участием предпринимателей Расмины Гурбатовой, Наили Алиевой и Нармины Тайиз. Основной идеей рекламы была цитата бакинского мецената XX века Зейналабдина Тагиева о важности обучения дочерей.
Саялы Бахар выступила как автор сценария, режиссёр и продюсер рекламы, а также произнесла завершающую часть текста. Реклама стала вирусной и набрала более 57000 просмотров.
28 ноября 2019 года писательница объявила о запуске социального проекта — платформы и дискуссионного клуба KulturMultur Baku. В рамках платформы проводятся дискуссии на общественные темы, ознакомительные мероприятия, лекции и мастер-классы.
Целью проекта является поддержка деятелей искусства и повышение осведомленности о социальных тенденциях. Среди спикеров клуба — создатель уникальных «жидких» ковров, художник Фаиг Ахмед, поэт-перфомансист, член сообщества поэтов Великобритании Лейли Салаева, сама Саялы Бахар, и другие деятели искусства и культуры.

## Вклад
Саялы Бахар является автором 4-х повестей, посвященных свободе женщин и проблемам молодежи в Азербайджане («Aztagrambook», «Aztagrambook2», «Дневники бакинской девственницы 1, 2»), а также стихов и рассказов в жанре магического реализма, социальной рекламы в поддержку образования девочек в Азербайджане, сатирического перфоманса «Ланч с Бахар» («Nahar with Bahar»), автором сценария и продюсером буктрейлера «Aztagrambook», создательницей и креативным директором социальной платформы KulturMultur Baku и онлайн-журнала о культуре XXI века BAHAR Magazine.
С 2013 года писательницей опубликовано более чем 50 статей и интервью на тему социума, менталитета и образования на азербайджанском, русском и английском языках, многие из которых получили большой охват и резонанс — «История жертвы домашнего насилия, которая сбежала», «Интервью с лесбиянкой», «10 историй азербайджанских девушек, которые решили жить отдельно от семьи», «Почему ты до сих пор одна?».

## Достижения и награды
Саялы Бахар стала одной из самых молодых и в то же время скандальных представительниц литературы Азербайджана — её первая повесть была представлена публике, когда писательнице было всего 20 лет.
Весной 2016 года выиграла второе место на Azerbaijan Booktrailer Festival за буктрейлер «Aztagrambook».
Летом того же года стала гостьей одного из самых рейтинговых телепроектов русскоязычного пространства — «Орел и решка» в выпуске «Леся и азербайджанские джигиты», посвященной азербайджанским мужчинам и семейным ценностям в стране.
В ноябре 2016 года, в качестве одного из самых влиятельных лидеров мнений моложе 25 лет в Баку, стала спикером на презентации исследования о миллениалах «Truth About Youth» агентства McCann Universal в Баку.
В 2017 году вошла в список «Современные азербайджанские писатели, которых необходимо знать» от авторитетного бакинского издания FRIDAY.az.
В 2018 году стала участницей социального проекта «Successful Azerbaijani Women by Tayiz Narmina — Успешные азербайджанские женщины», целью которого является вдохновение женщин на саморазвитие и карьерный рост.

## Образование и карьера
Выпускница филологического факультета МГУ им. Ломоносова, бакалавр, дипломированный филолог-итальянист.
Саялы Бахар начала карьеру в 18 лет как переводчик и репетитор. Работала специалистом по контент-менеджменту и маркетингу в локальных и международных проектах, таких как Bookmate.
Помимо русского и азербайджанского, знает итальянский, испанский и английский языки.

## Общественная деятельность
Большая часть проектов Саялы Бахар затрагивает общественно важные темы, такие как феминизм, образование, свобода мысли. Помимо этого писательница регулярно проводит встречи и выступления на тему мотивации, бизнеса и искусства на 3 языках - русском, азербайджанском и английском. Выступала перед студентами Азербайджанского государственного экономического университета, а также в государственных и частных школах. В своих публикациях и интервью Саялы Бахар пропагандирует эмоциональный интеллект, осознанный образ жизни, внимание к своему психическому здоровью и осознанное потребление. Участвует в акциях в поддержку малого и локального бизнесов "Support Local Businesses".

## Критика
Творческая деятельность и скандальные заявления писательницы о свободе женщин, сексуальном воспитании не раз подвергались критической оценке со стороны консервативных представителей азербайджанского общества.
Сама писательница, вместе с редакциями новостных порталов, публиковавших её статьи и интервью, многократно подвергались угрозам, нападкам и жестоким оскорблениям. Её последнее интервью главному русскоязычному порталу Азербайджана 1News.az о сексуальной свободе набрало рекордное для сайта количество просмотров — более 100 тысяч, и вызвало волну негатива в адрес Саялы Бахар.